# Roman Rurua
Roman Rurua (gruz. რომან რურუა; ros. Роман Владимирович Руруа; ur. 25 listopada 1942 w Murchaczy) – radziecki zapaśnik, Gruzin. Dwukrotny medalista olimpijski.
Walczył w stylu klasycznym, w kategorii piórkowej (do 63 kilogramów), a następnie do 68 kg. Brał udział w dwóch igrzyskach (IO 64, IO 68), na obu zdobywał medale. Triumfował w 1968, cztery lata wcześniej był drugi. Był mistrzem świata w 1966, 1967, 1969 i 1970.